# Complexo Viário Dois de Julho
O Complexo Viário Dois de Julho é um complexo viário localizado próximo ao Aeroporto Internacional de Salvador e ao limite intermunicipal deste com Lauro de Freitas. O conjunto de viadutos situados em na capital da Bahia conecta o aeroporto, o bairro soteropolitano de São Cristóvão, o Centro Industrial de Aratu (CIA), a Avenida Paralela e o município vizinho de Lauro de Freitas. Os quatro viadutos que compõem o complexo tiveram suas obras iniciadas em 2007. São dois viadutos entre a Avenida Caribé e BA-099, outro entre Avenida São Cristóvão e BA-526, e o último entre Avenida São Cristóvão e BA-099, bem como alças de retorno configuram o complexo do aeroporto.
O complexo, inaugurado em 2008, substituiu a chamada Segunda Rótula do Aeroporto que era local de intensos engarrafamentos, uma vez que por lá transitavam cerca de 80 mil veículos diariamente. Após o investimento de 33 milhões de reais, o tráfego alcançou 100 mil veículos diários.